# 入江純
入江 純（いりえ じゅん、1970年2月11日 - 2023年8月6日）は、日本の女優、声優。演劇集団 円に所属していた。

## 来歴
1970年2月11日生まれ。神奈川県出身。神奈川県立港北高等学校卒業。
1989年に円演劇研究所に入所、1992年に演劇集団円の会員に昇格し舞台の他にもテレビや映画で活躍。
2023年8月6日、がんのため死去。53歳没。

## 出演
太字はメインキャラクター。

### 映画
- いつかどこかで
- 今日から俺は!!
- 少林少女

### テレビ
- 恐怖劇場・ハウス
- 長男の嫁
- パパ・サヴァイバル
- 交通刑務所刑務官2
- グッドラック
- ウーマンズ・ビート ドラマスペシャル〜溺れる人〜
- 古畑任三郎ファイナル ラストダンス
- CO 移植コーディネーター

### 舞台
- いずみたくとそのファミリーコンサート
- モービィ・ディック
- サド侯爵夫人（演出：渡辺守章／メイシアター・海外公演／シャルロット役）
- 天守物語
- スカパンの悪だくみ
- シラノ・ド・ベルジュラック（世田谷パブリックシアター）
- エレクトル
- アトリエ
- リチャード三世
- ヴァニティーズ
- 卒塔婆小町（国立能楽堂）
- ベルナルダ・アルバの家（演出：高瀬久男／シアター1010／アメーリア（ベルナルダの三女）役）
- クライムス・オブ・ザ・ハート（2013）

### 吹き替え

#### 映画
- 愛と青春の旅だち ※VOD版
- エクスペンダブル・レディズ（ウルリーカ〈ブリジット・ニールセン〉）
- 観相師 -かんそうし-（ヨノン〈キム・ヘス〉）
- キャリー（エレノア[6]）
- キル・ユア・ダーリン（ナオミ・ギンズバーグ〈ジェニファー・ジェイソン・リー〉）
- ゲット!マイライフ（キンバリー・ワイアット〈フェリシティ・ハフマン〉）
- ザ・リターン（ニッキー・バンクス〈アグネス・ブルックナー〉）
- SPY/スパイ（キャサリン）
- ターミネーター:新起動/ジェニシス（ホイットニー）
- 007 ワールド・イズ・ノット・イナフ（ワームフラッシュ〈セリーナ・S・トーマス〉）
- デッドプール
- パディントン（女の先生）
- パパが遺した物語（エリザベス〈ダイアン・クルーガー〉）
- プーと大人になった僕（ジョーン〈アマンダ・ローレンス〉[7]）
- 二ツ星の料理人（ロッシルド医師〈エマ・トンプソン〉）
- ヘイトフル・エイト（デイジー・ドメルグ〈ジェニファー・ジェイソン・リー〉）
- 暴走車 ランナウェイ・カー（ベレン〈エルビラ・ミンゲス〉）
- マッドマックス 怒りのデス・ロード（ジョイ〈ジョイ・スミザース〉）※劇場公開版
- モンテクリスト伯（王妃〈イネス・サストル〉）
- ワンス・アポン・ア・タイム・イン・アメリカ（キャロル〈チューズデイ・ウェルド〉）※DVD・BD版

#### ドラマ
- アメリカン・ゴシック 〜偽りの一族〜
- ER緊急救命室シリーズ
  - シーズン4 #19（ブリアナ・トーマス〈レニー・ファイア〉）
  - シーズン9 #17（クリスティ〈ディーナ・ディル〉）
  - シーズン11 #13（リナ〈フェミ・エミオラ〉）
- エレメンタリー2 ホームズ&ワトソン in NY #15（レイチェル・ブラウン〈ジェニファー・ローラ・トンプソン/Jennifer Laura Thompson〉）
- 女刑事マーチェラ（ローラ・ポーター〈ニーナ・ソサーニャ〉）
- グリーンリーフ（マリセル）
- ザ・ラストシップ（アンドレア・ガーネット〈フェイ・マスターソン〉）
- ザ・ホワイトハウス（ローリー）
- ザ・メンタリスト
  - シーズン6 #9-#22（キム・フィッシャー FBI特別捜査官〈エミリー・スワロー〉）
  - シーズン7 #12（不動産業者〈マンディ・ジューン・ターピン〉）
- ヘムロック・グローヴ（マリー・ゴッドフリー）

#### アニメ
- キャプチャー・ザ・フラッグ 月への大冒険!
- ズートピア（ファビエンヌ・グロウリー）

### テレビアニメ
- OVERMANキングゲイナー（ナン）

### ラジオドラマ
- FMシアター（NHK-FM）
  - 『あの日々たちよ～詩劇としての』（2022年6月11日、塩見三省 作）[8] - マーシャ 役